# Clithria tibiale
Clithria tibiale är en skalbaggsart som beskrevs av Macleay 1863. Clithria tibiale ingår i släktet Clithria och familjen Cetoniidae. Inga underarter finns listade i Catalogue of Life.